# Acerbas
(Dante Alighieri, Inferno, V, 62)

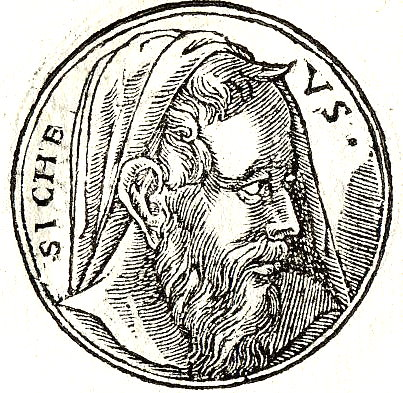
Acerbas

Acerbas, o anche Sicheo, (in latino Acerbas) è un personaggio della mitologia romana. Fu lo sposo, già zio, della regina cartaginese Didone, nonché re di Tiro.
Secondo la tradizione venne assassinato da Pigmalione, fratello di Didone, di nascosto volendo tentare di ottenere il trono al suo posto. Alcune settimane dopo l'omicidio Sicheo apparve alla moglie in sogno, rivelandole il delitto del fratello e raccomandandole di scappare. Raccogliendo le ricchezze che poteva Didone e alcuni seguaci presero una nave di Pigmalione e se ne andarono di nascosto, approdando in Africa dove fondarono la città di Cartagine. L'episodio è citato nell'Eneide di Virgilio.
Dante Alighieri lo cita all'interno dell'Inferno, con il nome di Sicheo.